# Kachovka
Kachovka (in ucraino Каховка?) è una città ucraina (34 749 abitanti), nel distretto di Kachovka, nell'oblast' di Cherson. Ospita l'amministrazione della comunità territoriale di Kachovka, una delle comunità territoriali dell'Ucraina.
Fino al 18 luglio 2020, Kachovka era classificata come città di rilevanza regionale e fungeva da centro amministrativo del distretto di Kachovka, sebbene non appartenesse al distretto. Come parte della riforma amministrativa dell'Ucraina, che ha ridotto a cinque il numero di distretti dell'oblast' di Cherson, la città è stata fusa nel distretto di Kachovka. Contemporaneamente il centro amministrativo del distretto di Kachovka è stato trasferito a Nova Kachovka.
All'estero è conosciuto per la diga della centrale elettrica di Kachovka, sull'omonimo bacino idrico, che ha ricoperto interesse strategico-militare nel corso dell'Invasione russa dell'Ucraina del 2022.